# Alceta I di Macedonia
Alceta I (in greco antico: Ἀλκέτας Α` ὁ Μακεδὼν?, Alkétas I o Makedon; VI secolo a.C. – 547 a.C.) fu l'ottavo re di Μacedonia, partendo da Carano, e il quinto, da Perdicca. Regnò, secondo Eusebio, per 29 anni (dal 576 al 547 a.C.).
Fu il padre di Aminta I, che regnò verso la fine del VI secolo a.C.